# Yuriko Shima
Yuriko Shima (島 由理子 Shima Yuriko?) es una exfutbolista japonesa.
En 1981, Shima jugó 4 veces para la selección femenina de fútbol de Japón. Shima fue elegida para integrar la selección nacional de Japón para los Copa Asiática femenina de la AFC de 1981.

## Trayectoria

### Selección nacional
| Selección | País  | Año  |
| --------- | ----- | ---- |
| Absoluta  | Japón | 1981 |

## Estadística de equipo nacional
| Selección femenina de fútbol de Japón | Selección femenina de fútbol de Japón | Selección femenina de fútbol de Japón |
| Año                                   | Partidos                              | Goles                                 |
| ------------------------------------- | ------------------------------------- | ------------------------------------- |
| 1981                                  | 4                                     | 0                                     |
| Total                                 | 4                                     | 0                                     |